# Disgrâce (film)
Pour les articles homonymes, voir Disgrâce.
Pour plus de détails, voir Fiche technique et Distribution.
Disgrâce (Disgrace) est un film australo-sud-africai réalisé par Steve Jacobs, sorti en 2008.
Il s’agit de l’adaptation du roman éponyme de l’écrivain sud-africain J. M. Coetzee (Prix Nobel de littérature 2003), paru en 1999.

## Synopsis
Un professeur d’université, exclu de son poste à cause de sa relation intime avec une de ses étudiantes, s’installe chez sa fille dans une ferme isolée de l’est de l’Afrique du Sud. Ils subissent une agression révélatrice de la violence qui règne dans le pays anarchique de la période post-apartheid et il assiste impuissant au viol de sa fille. Il prend alors conscience de son impuissance à agir sur le monde et voit ses convictions hédonistes s’ébranler. 

## Fiche technique
- Titre : Disgrâce
- Titre original : Disgrace
- Réalisateur : Steve Jacobs
- Musique : Antony Partos (en)
- Photographie : Steve Arnold
- Montage : Alexandre de Franceschi
- Production : Steve Jacobs, Anna Maria Monticelli et Emile Sherman
- Société de production : Fortissimo Films, Sherman Films, Whitest Pouring Films et Wild Strawberries
- Société de distribution : Bac Films (France)
- Pays :  Australie et  Afrique du Sud
- Genre : Drame
- Durée : 119 minutes
- Dates de sortie : 
  -  Canada : 18 juin 2008 (Festival international du film de Toronto)
  -  Australie : 18 juin 2008
  -  France : 3 février 2010

## Distribution
- John Malkovich : David Lurie
- Jessica Haines : Lucy
- Eriq Ebouaney : Petrus
- Paula Arundell (en) : Docteur Rasool
- Antoinette Engel : Melanie Isaacs
- Fiona Press
- Buyami Duma (V. F. : Gabriel Bismuth-Bienaimé) : Pollux
- Monroe Reimers
- Charles Tertiens : Ryan
- Scott Cooper : étudiant